# Lotta greco-romana ai Giochi della V Olimpiade - Pesi leggeri
La competizione della categoria pesi leggeri (fino a 66,6 Kg) di lotta greco-romana dei Giochi della V Olimpiade si tenne dal 6 al 15 luglio 1912 allo Stadio Olimpico di Stoccolma.

## Formato
Torneo con eliminazione alla seconda sconfitta. I tre o lottatori rimasti disputavano un torneo finale.

## Risultati
| Legenda                               | Legenda |
| ------------------------------------- | ------- |
| Lottatore senza sconfitte             |         |
| Lottatore con una sconfitta           |         |
| Lottatore con due sconfitte Eliminato |         |

### Primo Turno
| Atleta             |       | Atleta               | Ris.      |
| ------------------ | ----- | -------------------- | --------- |
| József Sándor      | batte | Carl Johnson         | Schienato |
| Johan Nilsson      | batte | Ludwig Sauerhöfer    | Schienato |
| Herbrand Lofthus   | batte | Raymond Cabal        | Schienato |
| Edvin Mathiasson   | batte | Andreas Dumrauf      | Ai punti  |
| Volmar Wikström    | batte | Eugène Lesieur       | Schienato |
| Dezső Orosz        | batte | Rudolf Rydström      | Schienato |
| Paul Tirkkonen     | batte | Josef Stejskal       | Schienato |
| Gustaf Malmström   | batte | Vihtori Urvikko      | Schienato |
| Ernő Márkus        | batte | Arthur Gould         | Schienato |
| Frederik Hansen    | batte | Árpád Szántó         | Schienato |
| Viktor Fischer     | batte | Thorbjørn Frydenlund | Schienato |
| Armas Laitinen     | batte | Gottfrid Svensson    | Schienato |
| Bror Flygare       | batte | Karel Halík          | Schienato |
| Ödön Radvány       | batte | August Kippasto      | Schienato |
| Jan Balej          | batte | William Ruff         | Schienato |
| Richard Frydenlund | batte | William Lupton       | Schienato |
| Alfred Salonen     | batte | Jean Bouffechoux     | Schienato |
| Emil Väre          | batte | Georg Baumann        | Schienato |
| Oskar Kaplur       | batte | William Hayes        | Schienato |
| Alessandro Covre   | batte | Ville Pukkila        | Ai punti  |
| Tatu Kolehmainen   | batte | Thorvald Olsen       | Schienato |
| Aatami Tanttu      | batte | Bert Eillebrecht     | Schienato |
| Hugo Björklund     | batte | Robert Phelps        | Schienato |
| Carl Erik Lund     | batte | Bruno Heckel         | Schienato |

### Secondo Turno
| Atleta             |          | Atleta               | Ris.      |
| ------------------ | -------- | -------------------- | --------- |
| Johan Nilsson      | batte    | József Sándor        | Schienato |
| Ludwig Sauerhöfer  | batte    | Carl Johnson         | Schienato |
| Edvin Mathiasson   | batte    | Raymond Cabal        | Schienato |
| Herbrand Lofthus   | batte    | Andreas Dumrauf      | Schienato |
| Dezső Orosz        | batte    | Eugène Lesieur       | Schienato |
| Volmar Wikström    | batte    | Rudolf Rydström      | Schienato |
| Vihtori Urvikko    | batte    | Josef Stejskal       | Schienato |
| Gustaf Malmström   | batte    | Paul Tirkkonen       | Ai punti  |
| Frederik Hansen    | batte    | Ernő Márkus          | Schienato |
| Armas Laitinen     | batte    | Viktor Fischer       | Ai punti  |
| Gottfrid Svensson  | batte    | Thorbjørn Frydenlund | Ai punti  |
| Karel Halík        | batte    | August Kippasto      | Schienato |
| Ödön Radvány       | batte    | Bror Flygare         | Schienato |
| Jan Balej          | batte    | William Lupton       | Schienato |
| Richard Frydenlund | batte    | William Ruff         | Schienato |
| Alfred Salonen     | batte    | Georg Baumann        | Schienato |
| Emil Väre          | batte    | Jean Bouffechoux     | Schienato |
| Oskar Kaplur       | batte    | Alessandro Covre     | Schienato |
| Ville Pukkila      | batte    | William Hayes        | Schienato |
| Aatami Tanttu      | batte    | Thorvald Olsen       | Schienato |
| Tatu Kolehmainen   | batte    | Bert Eillebrecht     | Schienato |
| Carl Erik Lund     | batte    | Robert Phelps        | Schienato |
| Bruno Heckel       | batte    | Hugo Björklund       | Schienato |
| Arthur Gould       | Ritirato | Ritirato             | Ritirato  |
| Árpád Szántó       | Ritirato | Ritirato             | Ritirato  |

### Terzo turno
| Atleta            |       | Atleta             | Ris.      |
| ----------------- | ----- | ------------------ | --------- |
| Ludwig Sauerhöfer | batte | József Sándor      | Schienato |
| Johan Nilsson     | batte | Herbrand Lofthus   | Schienato |
| Volmar Wikström   | batte | Edvin Mathiasson   | Schienato |
| Vihtori Urvikko   | batte | Dezső Orosz        | Schienato |
| Gustaf Malmström  | batte | Ernő Márkus        | Schienato |
| Viktor Fischer    | batte | Frederik Hansen    | Schienato |
| Armas Laitinen    | batte | Karel Halík        | Schienato |
| Gottfrid Svensson | batte | Ödön Radvány       | Ai punti  |
| Jan Balej         | batte | Richard Frydenlund | Schienato |
| Oskar Kaplur      | batte | Alfred Salonen     | Ai punti  |
| Emil Väre         | batte | Alessandro Covre   | Schienato |
| Bruno Heckel      | batte | Ville Pukkila      | Schienato |
| Tatu Kolehmainen  | batte | Hugo Björklund     | Schienato |
| Aatami Tanttu     | batte | Carl Erik Lund     | Ai punti  |

### Quarto turno
| Atleta           |       | Atleta             | Ris.           |
| ---------------- | ----- | ------------------ | -------------- |
| Volmar Wikström  | batte | Johan Nilsson      | Schienato      |
| Herbrand Lofthus | batte | Ludwig Sauerhöfer  | Per ritiro     |
| Edvin Mathiasson | batte | Dezső Orosz        | Schienato      |
| Frederik Hansen  | batte | Vihtori Urvikko    | Schienato      |
| Gustaf Malmström | batte | Viktor Fischer     | Schienato      |
| Ödön Radvány     | batte | Armas Laitinen     | Per squalifica |
| Jan Balej        | batte | Gottfrid Svensson  | Schienato      |
| Alfred Salonen   | batte | Richard Frydenlund | Schienato      |
| Oskar Kaplur     | e     | Emil Väre          | 2SQ            |
| Carl Erik Lund   | batte | Tatu Kolehmainen   | Ai punti       |
| Bruno Heckel     | batte | Aatami Tanttu      | Schienato      |

### Quinto turno
| Atleta           |       | Atleta           | Ris.      |
| ---------------- | ----- | ---------------- | --------- |
| Johan Nilsson    | batte | Alfred Salonen   | Ai punti  |
| Edvin Mathiasson | batte | Herbrand Lofthus | Schienato |
| Gustaf Malmström | batte | Volmar Wikström  | Ai punti  |
| Ödön Radvány     | batte | Frederik Hansen  | Schienato |
| Emil Väre        | batte | Jan Balej        | Schienato |
| Oskar Kaplur     | batte | Aatami Tanttu    | Schienato |
| Tatu Kolehmainen | batte | Bruno Heckel     | Schienato |
| Carl Erik Lund   |       | Bye              |           |

### Sesto turno
| Atleta           |       | Atleta           | Ris.      |
| ---------------- | ----- | ---------------- | --------- |
| Carl Erik Lund   | batte | Volmar Wikström  | Schienato |
| Ödön Radvány     | batte | Johan Nilsson    | Schienato |
| Edvin Mathiasson | batte | Jan Balej        | Ai punti  |
| Emil Väre        | batte | Gustaf Malmström | Schienato |
| Oskar Kaplur     | e     | Tatu Kolehmainen | 2SQ       |

### Settimo turno
| Atleta           |   | Atleta       | Ris. |
| ---------------- | - | ------------ | ---- |
| Carl Erik Lund   | e | Ödön Radvány | 2SQ  |
| Edvin Mathiasson |   | Bye          |      |
| Gustaf Malmström |   | Bye          |      |
| Emil Väre        |   | Bye          |      |

### Torneo finale
| Atleta           |       | Atleta           | Ris.      |
| ---------------- | ----- | ---------------- | --------- |
| Gustaf Malmström | batte | Edvin Mathiasson | Schienato |
| Emil Väre        | batte | Edvin Mathiasson | Schienato |
| Emil Väre        | batte | Gustaf Malmström | Schienato |

## Classifica finale
| Pos.    | Atleta           | Nazione   |
| ------- | ---------------- | --------- |
| Oro     | Emil Väre        | Finlandia |
| Argento | Gustaf Malmström | Svezia    |
| Bronzo  | Edvin Mathiasson | Svezia    |